# Cloven Stones

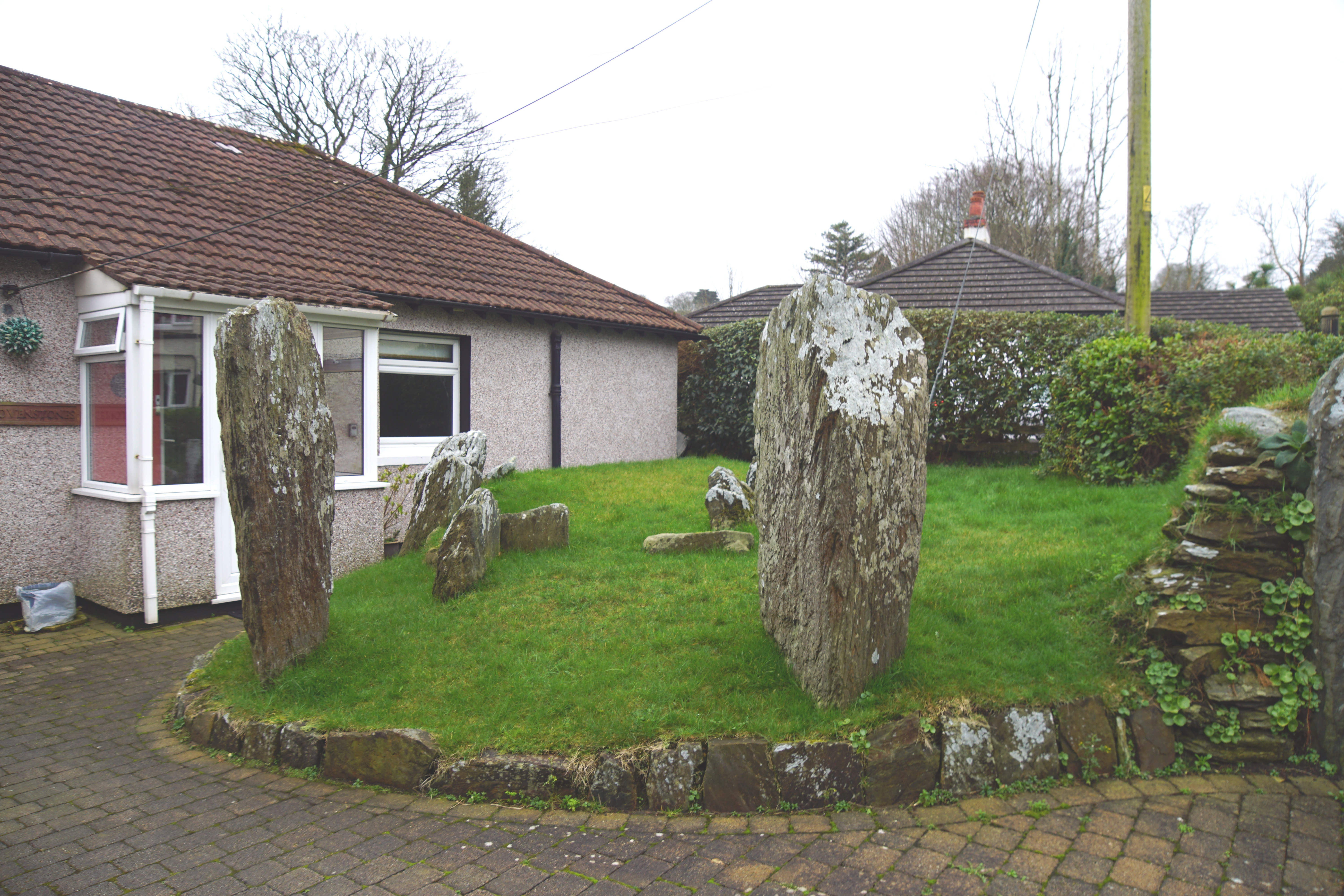
De Cloven Stones met vooraan de grote stenen die deel uitmaakten van het voorhof.

De Cloven Stones (De Gespleten Stenen), ook Cloven Stones Chambered Tomb en The Cloven Stones Burial Cairn, is een vroeg neolithisch ganggraf gelegen in Baldrine in de parish Lonan op het eiland Man.

## Geschiedenis
De Cloven Stones dateert uit het neolithicum.
In 1808 groeven een aantal mijnwerkers in de graftombe en ontdekten menselijke botten, die helaas verloren zijn gegaan. Vuurstenen werktuigen werden in de buurt van de tombe gevonden. Het ganggraf is nooit archeologisch onderzocht.

## Beschrijving
Het ganggraf bevindt zich in de privétuin van een huis aan de Lower Packhorse Lane in Baldrine.
Er staan twee grote rechtopstaande stenen, waarvan een gespleten is (vandaar de moderne naam van deze plek), die deel waren van het voorhof van de grafheuvel. Deze stenen zijn 1,8 en 1,7 meter hoog. Hierachter lag een korte doorgang naar een rechthoekige kamer van circa twee meter in het vierkant, die door de overgebleven stenen nog herkenbaar is.
Onder de grond - en in de heuvel - zitten vermoedelijk nog een aantal stenen van het ganggraf. Het ganggraf ligt op de as van noordnoordoost-zuidzuidwest met een kamer van 2,4 meter breed en 4,2 meter lang vanaf het voorhof.
Men vermoedt dat het originele plan bestond uit twee kamers voorzien van een dak: een kleinere achterste kamer waar later een voorste kamer tegenaan werd gebouwd waar weer het voorhof voor werd gemaakt. Over de hele structuur bevond zich een heuvel van stenen.

## Folklore
Er bestaan een aantal verhalen rond dit neolitische graf. Een vertelt dat de stenen het graf zijn van een Welshe prins die het eiland Man binnenviel maar werd gedood in de eerste schermutseling met de eilanders. Hij werd begraven op de plek waar hij neerviel.
Een tweede verhaal vertelt dat voor de achttiende eeuw de eigenaar van het land waarop de stenen stonden deze door werkers wilde laten weghalen. Maar toen hij op de plek met de stenen kwam, keek hij om en zag zijn huis in brand staan. Hij haastte zich naar huis maar daar bleek alles normaal te zijn. Toen hij echter naar de stenen keek, leek het alsof deze in brand stonden. Hij zag het als een waarschuwing voor hem en liet de stenen staan. Daarom zijn ze er vandaag de dag nog.
Sommigen zeggen dat de illusie van de brandende stenen veroorzaakt was door de feeën die zo hun huis probeerden te beschermen.

## Beheer
De Cloven Stones is privé-eigendom en kan alleen van de weg bekeken worden. Het monument heeft een beschermde status.